# Tahir Elçi
Tahir Elçi (Cizre, 1966-Diyarbakır, 28 de noviembre de 2015) fue un abogado kurdo, decano del colegio de abogados de Diyarbakır. Tahir Elçi estuvo en la primera página internacional cuando fue asesinado en Sur, distrito central histórico de Diyarbakır, en el sudeste de Turquía, el 28 de noviembre de 2015. Murió al recibir un único disparo en la cabeza mientras realizaba una conferencia de prensa reclamando el fin de la violencia entre Turquía y el Partido de los Trabajadores de Kurdistán (PKK). Elçi era conocido principalmente por su defensa de los derechos del pueblo kurdo.
Elçi había sido detenido varias veces, además de recibir amenazas de muerte después de expresar que el ilegalizado PKK no tenía que ser considerado como una organización terrorista. En octubre de 2015 fue detenido por las autoridades turcas acusado de difundir «propaganda terrorista» en beneficio del PKK.
Al morir, fuentes turcas difundieron que el abogado kurdo había muerto en un tiroteo. No obstante, el Partido de la Democracia del Pueblo expresó que el tiroteo era un «asesinato planeado», y varias protestas estallaron en Turquía. 
El hermano de Tahir Elçi, Ahmet Elçi, dijo que su hermano había sido «asesinado por el estado» (en referencia al estado turco). Un alto cargo turco, más tarde, emitió un anuncio oficial exponiendo que «se está investigando la posibilidad de una tercera parte directamente implicada en el asesinato». Varias protestas emergieron en Turquía, con los manifestantes cantando eslóganes como «No nos podéis matar a todos», justo después del asesinato.